# 하버트란스
하버트란스는 부산광역시의 셔틀형 시내버스 회사이며, 부산역과 부산항여객터미널을 오가는 한정면허 셔틀형 시내버스를 운행하고 있다.

## 운임
부산광역시 중구 마을버스와 같은 요금을 적용한다. 특이하게도 셔틀버스형식으로 운행되나, 교통카드 사용이 가능하며, 환승할인까지 적용된다, 6세미만 아동은 무료다.

## 노선정보
이 노선만 운행된다.
- ● 부산항국제여객터미널 -> 부산역후문(9번출구) -> 연안여객터미널 -> 중앙역(14번출구) -> 크라운하버호텔 -> 부산역(지하철4번출구) -> 초량역(4번출구) -> 부산항국제여객터미널